# Dictionnaire d’archéologie chrétienne et de liturgie
Das Dictionnaire d’archéologie chrétienne et de liturgie ist ein Nachschlagewerk für die Gebiete der Christlichen Archäologie und Liturgiegeschichte. Es wurde vom französischen Verlag Letouzey et Ané in Paris im Rahmen der von ihm geplanten Encyclopédie des sciences ecclésiastiques initiiert und von Fernand Cabrol (1855–1937) und Henri Leclercq (1869–1945) unter Mitarbeit weiterer Beiträger herausgegeben.
Das Lexikon umfasst 15 Großoktav-Bände, meist in 30 Halbbänden gebunden. Die ersten Lieferungen erschienen 1903 (der erste Band war 1907 vollendet), die letzten, noch von Leclercq redigierten Manuskripte (Bände 14,2–15,2) wurden nach dessen Tod von Henri-Irénée Marrou (1904–1977) bis zum Jahre 1951 zum Druck gebracht.
Die überwiegende Mehrzahl der Artikel ist von Henri Leclercq allein mit den Ressourcen des Londoner Britischen Museums und der Pariser Nationalbibliothek im Lesesaal des British Museum kompiliert worden. Die Einträge zeichnen sich durch eine überbordende Materialfülle und durch zahlreiche Abbildungen und reiche Quellenzitate aus, so dass sie dem kritischen Benutzer noch heute als rascher Einstieg in ein bestimmtes Thema dienen können; Flüchtigkeiten und Einseitigkeiten verlangen jedoch sorgfältige Gegenkontrolle. Eine Besonderheit sind die oft sehr ausführlichen biographischen Artikel zu einzelnen Forschern (hier tritt aber zu den genannten Schwächen oft noch eine unverhohlene Parteilichkeit).

## Digitalisat
- Band 1, Halbband 1 A-Amende (1924) Digitalisat